# Bermudo III de León
Bermudo o Vermudo III de León, llamado el Mozo (1017-Tamarón, 4 de septiembre de 1037), fue rey de León desde 1028 hasta su muerte. Como hijo y sucesor de Alfonso V, fue el último rey leonés de la dinastía astur-leonesa.
Fue huérfano de madre con tan solo once años de edad. Subió al trono después de la muerte de su padre, Alfonso V, durante un asedio y se casó con Jimena Sánchez, hija de Sancho III el Mayor de Pamplona. Urraca, madrastra del joven rey, dirigió la política del reino leonés apoyando a su hermano, el rey de Pamplona. La nobleza buscó un acercamiento al reino de León y promovieron el matrimonio del conde de Castilla, García Sánchez, con Sancha, hermana del rey. El reinado de Bermudo III estuvo marcado por un evento, relatatado en el Romanz del Infant García, que tuvo lugar en la ciudad de León en 1028. El conde castellano, fue asesinado en dicha ciudad mientras celebraba su boda con Sancha, hermana de Bermudo. Debido a la falta de descendientes de García, el rey de Pamplona, Sancho Garcés III, aprovechó la situación para ampliar su poder sobre el territorio castellano y otorgar la corona condal a su hijo Fernando.
Sancho extendió su influencia a León, mientras Bermudo se retiró pacíficamente a Galicia; para evitar conflictos, Sancho propuso un matrimonio entre su hijo y la hermana de Bermudo, que se celebró en Castilla en octubre o noviembre del 1032. Bermudo regresó a León en 1035 tras la muerte de Sancho y tomó el poder sin conflicto, casándose con la hija de Sancho, Jimena Sánchez, como parte del acuerdo de retirada del propio Sancho. El rey Bermudo y el conde de Castilla mantuvieron la paz entre 1035 y 1037. En el verano de 1037, estalló la guerra entre ambos sin conocerse el motivo, aunque podría haber sido debido a la negativa de reconocer la autoridad de Bermudo por parte del conde.
Después de su muerte en la batalla de Tamarón, le sucedió en el trono su cuñado, último conde de Castilla, Fernando I, esposo de su hermana Sancha.

## Infancia y minoría de edad
Nació entre el 26 de enero y el 7 de agosto de 1017. Era hijo de Alfonso V y de su primera esposa, Elvira Menéndez, hija a su vez del conde gallego Menendo González. Bermudo tenía una hermana menor, Sancha, nacida en 1018. Pronto quedó huérfano de madre: la reina Elvira falleció el 2 de diciembre de 1022. Alfonso volvió a casarse al año siguiente, con Urraca Garcés, hermana del soberano de Pamplona, Sancho III el Mayor.
Bermudo subió al trono con tan solo once años y su primera aparición en la documentación fue el 15 de noviembre de 1028 cuando hizo una donación a la iglesia de Santiago y a su obispo Vistruario, su padrino. Su padre, el rey Alfonso, había fallecido el 7 de agosto de ese año, mientras asediaba Viseo. Durante su reinado, el reino de Pamplona alcanzó su máximo esplendor bajo Sancho III el Mayor, con cuya hija, Jimena Sánchez, se casó Bermudo III.
Urraca, madrastra del joven rey y hermana de Sancho el Mayor, se hizo cargo de su tutela durante su minoría de edad, así como de algunas posesiones que el rey Alfonso V había entregado a varios nobles que se negaron a jurar fidelidad al nuevo rey. Tal fue el caso del conde Oveco Rudesíndiz cuya rebeldía fue sofocada al poco tiempo y sus bienes entregados al obispado de Lugo. Hubo otras revueltas en Órbigo, Galicia, y Astorga. La nobleza de la zona oriental del reino se pasó en general a Sancho, que pudo dominar esta región. La minoría de edad del rey desató las ambiciones de la nobleza, deseosa de aprovechar la debilidad real para ampliar sus poderes y posesiones. Ante la presión navarra, Bermudo trató de aplastar las revueltas internas y atraerse tanto a la nobleza como al clero del reino.
La reina viuda Urraca dirigió la política del reino leonés apoyando al grupo nobiliario partidario de su hermano el rey de Pamplona, Sancho Garcés III el Mayor, política que era del desagrado de los condes castellanos, que buscaron un acercamiento al reino de León para contrarrestar la influencia creciente del rey pamplonés y promovieron el matrimonio del conde de Castilla, García Sánchez, con Sancha, hermana de Bermudo III. La boda debía haber conllevado en calidad de dote la cesión al conde castellano de las tierras situadas entre los ríos Cea y Pisuerga, lo que hubiese acrecentado su poder tanto frente a León como a Navarra. Bermudo aceptó la propuesta de la embajada castellana, animado a ello por los más hostiles a las ambiciones navarras.
El acontecimiento que marcó el reinado de Bermudo fue un suceso, que se relata en el Romanz del Infant García, que tuvo lugar en la capital del reino, la ciudad de León en 1028 cuando el conde castellano García Sánchez acudió a dicha ciudad para celebrar los esponsales con Sancha, la hermana de Bermudo III. Una vez allí, fue asesinado por integrantes de la familia Vela en venganza de una afrenta infligida por su padre el conde Sancho García. Como el conde castellano murió sin descendientes, el rey pamplonés Sancho Garcés III extendió su poder al territorio castellano haciendo valer sus derechos sobre él, obtenidos por su matrimonio con Muniadona, hermana del fallecido, y luego por las tierras comprendidas entre los ríos Cea y Valderaduey. En el condado de Cea desde el 1028 no quedaban varones de la casa condal y Jimena Fernández, la madre de Sancho, era la hermana del último conde e hija de Fernando Bermúdez, el anterior. El soberano pamplonés aprovechó el asesinato del conde castellano para entregar la corona condal a su propio hijo Fernando —que lo heredó de su madre Muniadona— y para desposar a este con la hermana de Bermudo, con la misma dote prevista para el difunto.

## Mayoría de edad: recuperación del reino y guerra con Castilla y Pamplona
A partir del 1032, Sancho extendió su influencia a la propia ciudad de León. Parece ser que Bermudo, aún menor de edad, se retiró pacíficamente a Galicia, mientras Sancho quedó a cargo de la zona oriental del reino leonés, hasta Astorga, probablemente para ayudar a mantener el orden en esta parte del reino a partir del 1033. A mediados de 1032, con quince años, Bermudo prescindió de la tutela de su madrastra. Para evitar un choque prematuro con él, Sancho propuso desposar a su hijo Fernando, ya conde de Castilla, con la hermana de Bermudo, la infanta Sancha. Bermudo, que tampoco se hallaba listo aún para tomar las armas contra Sancho, aceptó. El matrimonio se calcula que se celebró en octubre o noviembre del 1032 en Castilla, probablemente en Burgos, y a él asistieron los dos reyes. La boda, que debía haber acabado con la tensión entre Navarra y León, no lo hizo.
En 1035, falleció el pamplonés Sancho. Ese mismo año, con diecisiete años de edad, Bermudo regresó a León para tomar las riendas del gobierno, sin que se registrasen enfrentamientos con los pamploneses ni represalias a los magnates y obispos que habían colaborado con Sancho durante los dos años que había dominado la ciudad y la región. Probablemente como parte del acuerdo de retirada de Sancho a principios de año, Bermudo se casó con la hija de este, Jimena Sánchez. Según la documentación, el matrimonio tuvo lugar antes del 17 de febrero de 1035, pues para entonces ya aparecen desposados.
Entre el 1035 y el 1037, se mantuvo la paz entre el rey Bermudo y el conde de Castilla. Mediado el verano del 1037, sin embargo, estalló la guerra entre los dos, si bien la ruptura debió de darse como tarde a principios de año. Se desconoce el motivo del conflicto; Martínez Díez sugiere que podría haberse debido a la negativa del conde Fernando a reconocer la autoridad de Bermudo y a la pérdida del condado de Álava y de gran parte del territorio castellano, que había pasado a manos de García Sánchez III de Pamplona. Bermudo avanzó con sus huestes contra Fernando, que se retiró en espera de la llegada del auxilio de su hermano García. El rey leonés cruzó el condado de Monzón y prosiguió la marcha en dirección a Burgos, ya en tierras de Fernando. Se enfrentó a su cuñado, el conde de Castilla y después rey de León, en la batalla de Tamarón, cuando intentaba ocupar la Tierra de Campos. Según se relata en la Crónica Silense y del Tudense, el rey Bermudo y su ejército cruzaron la frontera del condado de Castilla «o sea la línea del Pisuerga, y en la cuenca de aquel río, en el valle del Tamarón, arroyo situado al este de Castrojeriz (...) se enfrentaron los leoneses con el ejército navarro castellano...» Llegado el socorro de García, las fuerzas enfrentadas chocaron en el valle de Tamarón el 4 de septiembre. Bermudo  «incitó a su caballo, famoso por su ligereza, del que los cronistas han dejado su nombre, 'Pelayuelo'...» y se lanzó contra el enemigo adelantándose a sus huestes. Al encontrarse solo y sin defensa de sus fieles, que no lograron alcanzarle a tiempo, fue derribado del caballo y muerto de dieciséis lanzazos. La pronta muerte del rey, acaecida al principio de la lucha, allanó la victoria de Fernando y García. El trono pasó a manos de su hermana Sancha, que cedió sus derechos a su marido, el cual subió al trono como Fernando I de León el 22 de junio del 1038.

La muerte de Vermudo entrañaba el rompimiento de la línea dinástica de la monarquía, un bien sagrado e intangible que la tradición leonesa consideraba vinculada a sus varones y a la continuidad de su sangre, ennoblecida a su vez durante más de un siglo por esclarecidas figuras casi míticas como Ordoño II o Ramiro II.
Fernández del Pozo (1999), p. 267

## Matrimonio y descendencia
Contrajo matrimonio antes del 17 de febrero de 1035 con Jimena Sánchez, hija de Sancho Garcés III de Pamplona. Fruto de este matrimonio nació un único hijo, Alfonso, que falleció a los pocos días de nacer.

## Muerte y sepultura

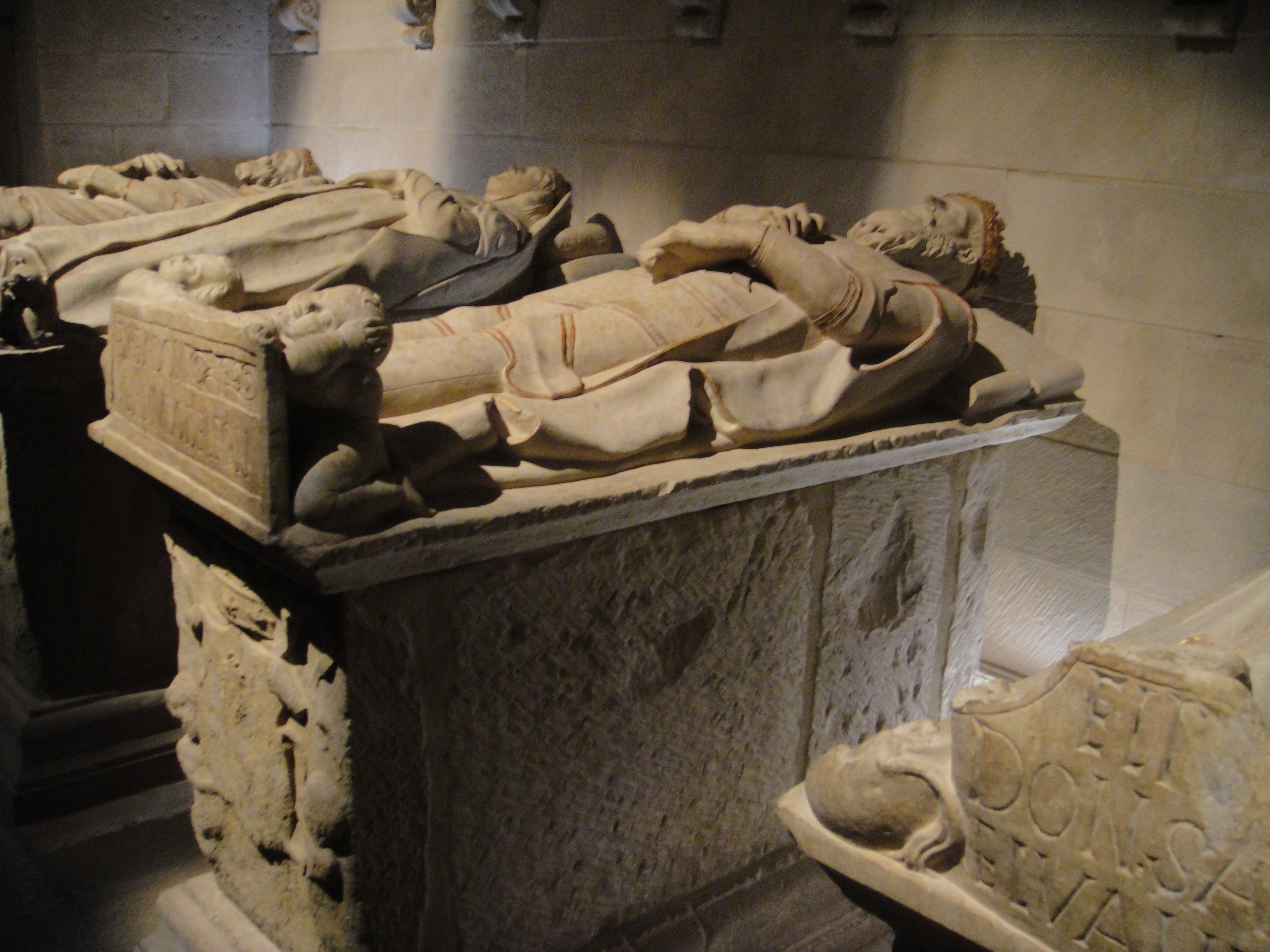
Sepulcro de Bermudo III en el Monasterio de Santa María la Real de Nájera, uno de los lugares donde se dice que fue enterrado.

Falleció en la batalla de Tamarón en 1037. Las crónicas detallan que Bermudo III fue lanceado, asaeteado y atravesado con espadas y puñales en unas cuarenta ocasiones, «cosido a lanzadas», tal y como detallaron los narradores del siglo XI. Parece que al entrar en combate, la montura del rey (Pelayuelo) cabalgó más rápida que las huestes leonesas, lo que situó a Bermudo III solo ante el enemigo (los ejércitos castellanos de Fernando I) y a sus soldados no les dio tiempo a rescatarlo.
Existe controversia sobre el paradero final de sus restos mortales. Hay dos lugares en los que se argumenta que el soberano leonés recibió sepultura; a saber, el Panteón de Reyes de San Isidoro de León y el Monasterio de Santa María la Real de Nájera. En el Panteón de Reyes de San Isidoro de León se conserva un sepulcro de piedra, en el que aparece esculpido el siguiente epitafio en latín:

HIC EST CONDITUS VEREMUDUS JUNIOR, REX LEGIONIS, FILIUS ADEFONSIS REGIS. ISTE HABEBIT GUERRAM CUM COGNATO SUO REGE MAGNO FERNANDO, ET INTERFECTUS EST AB ILLO IN TAMARA PRAELIANDO. ERA MLXXV.

Por otra parte, en el monasterio de Santa María la Real de Nájera se conserva un sepulcro con estatua yacente, en el que la tradición sostiene que fue depositado el cadáver del rey Bermudo III. Según esta versión, después de la batalla de Tamarón, el rey Fernando I, que no deseaba apenar a sus nuevos súbditos leoneses, decidió que el cadáver de su difunto rey fuese enterrado en el reino de Pamplona, depositándose primero en el monasterio de Santa Hilaria y posteriormente, en el monasterio de Santa María la Real de Nájera, uno de los principales panteones de los reyes de Navarra. En el sepulcro que se supone que contiene los restos del rey Bermudo III aparece representada sobre su tapa la imagen yacente del rey, vestido con coraza, cubierto con un manto, y ceñida la frente con una corona real. El yacente se muestra con barba, y con las manos colocadas sobre el pecho, y en los pies del sepulcro, aparece esculpida la inscripción «EL REY DON VERMUDO DE LEÓN».
En 1997, un examen forense practicado por la Sociedad Española de Paleontología trató de poner orden en los restos expoliados en el monasterio de Nájera durante la invasión napoleónica de 1808. Una de las reconstrucciones, un hombre joven de entre 1,70 y 1,74 metros, presentaba heridas de guerra que encajaban con las que sufrió Bermudo en la batalla de Tamarón. Sin embargo, será necesaria una prueba de ADN para confirmar la identificación.